# Kamara Ghedi
Kamara Ghedi (né le 19 février 1976), connu sous son nom de scène Kamara, est un chanteur roumain.

## Biographie
Né à Bucarest, en Roumanie, d'un père franco-guinéen, Kamara est membre du groupe de pop Alb Negru. Il est également d'origine grecque. Son grand-père a été ministre en Guinée française. 

## Carrière
Avec Todomondo, Andrei Ștefănescu et Kamara Ghedi ont représenté la Roumanie au Concours Eurovision de la Chanson 2007 et se sont classés 13e avec la chanson « Liubi, Liubi, I Love You ».
Il a joué au football à l'université de l'Universitatea Cluj-Napoca.